# Jules Janin

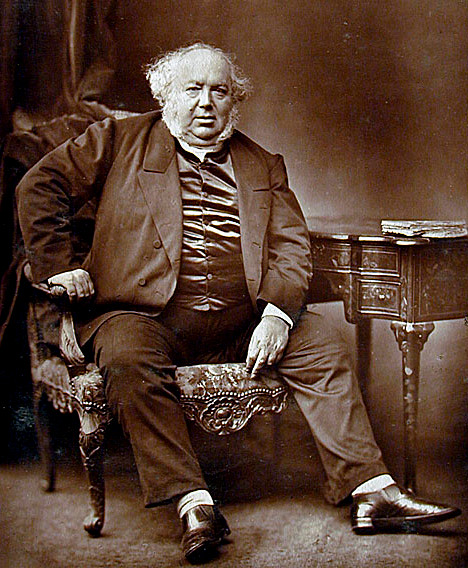
Jules Janin

Jules Janin (Saint-Étienne, 16 februari 1804 - Parijs, 19 juni 1874) was een Frans journalist, schrijver en literatuur- en theatercriticus.

## Levensloop
Janin was de zoon van een advocaat en genoot een goede opvoeding. Hij liep school aan het Lycée Louis-le-Grand in Parijs. In 1827 begon hij als journalist bij Le Figaro. Hij schreef ook voor Revue de Paris en Revue des Deux Mondes. Tussen 1830 en 1874 schreef hij voor het Journal des débats. Hij werd een van de bekendste en gerespecteerde literatuurcritici van Frankrijk, wat hem de bijnaam prince des critiques ("prins der critici") opleverde. Bekend is zijn bewogen relatie met schrijver Victor Hugo. Die begon in 1829 toen Janin een parodie op het werk Le Dernier Jour d'un condamné van Hugo publiceerde. Janins L'Âne mort ou la Femme guillotinée kende succes bij het publiek. In het Journal des débats liet hij zich geregeld kritisch uit over Hugo en verwante schrijvers van de romantische school. Maar nadat Hugo onder het Tweede Franse Keizerrijk in ballingschap ging, ontstond een uitgebreide briefwisseling tussen beide schrijvers. Janin deelde de afkeer voor het regime van Napoleon III en schaarde zich in 1852 achter Hugo in het Journal des débats.
Janin was ook begaan met het theater en lanceerde de carrière van de actrice Rachel Félix. 
In 1863, 1864 en 1865 was hij kandidaat voor een zetel in de Académie française, maar hij raakte niet verkozen. Dit lukte wel in 1870.
Janin huwde in 1841 met Adélaïde Huet. Hij overleed in 1874 en werd met zijn echtgenote begraven op het cimetière Saint-Louis in Évreux.

## Publicaties
(selectie)
- Tableaux anecdotiques de la littérature française depuis François 1er (1829)
- L'âne mort et la femme guillotinée (1829)
- La Confession (1830)
- Barnave (1831)
- Contes fantastiques (1832)
- Histoire du théâtre à quatre sous (1832)
- Contes nouveaux (1833)
- Cours sur l'histoire du Journal en France (1834)
- Voyage de Victor Ogier en Orient (1834)
- Le chemin de traverse (1836)
- Un cœur pour deux amours (1837)
- Un été à Paris (1843)
- Les beautés de l'Opéra (1844)
- La religieuse de Toulouse (1850)
- Histoire de la littérature dramatique (6 delen, 1853)
- Almanach de la littérature, du théâtre et des beaux-arts (1853)
- La comtesse d'Egmont (1855
- Les petits bonheurs (1856)
- Les Symphonies de l'hiver (1857)
- Les contes du chalet (1860)
- Contes non estampillés (1862)
- Le bréviaire du roi de Prusse (1868)
- François Ponsard (1872)